# Bernadetta Nitschke
Bernadetta Nitschke-Szram (ur. 17 sierpnia 1964 w Sulechowie) – polska historyk, politolog, specjalizująca się w historii najnowszej Polski i powszechnej, polskiej myśli politycznej, międzynarodowej współpracy samorządu terytorialnego; nauczycielka akademicka związana z uczelniami w Zielonej Górze, Wałbrzychu i Polkowicach.

## Życiorys
Urodziła się w 1964 roku w Sulechowie, gdzie po ukończeniu liceum ogólnokształcącego w 1983 roku podjęła studia dzienne na kierunku historia w Wyższej Szkole Pedagogicznej im. Tadeusza Kotarbińskiego w Zielonej Górze. Ukończyła je w 1988 roku uzyskując tytuł zawodowy magistra na podstawie pracy pt. Obraz Francji u schyłku Drugiego Cesarstwa, napisanej pod kierunkiem prof. Mariana Eckerta.
Bezpośrednio po ukończeniu studiów rozpoczęła 1 września 1988 roku pracę na stanowisku asystenta w ówczesnym Instytucie Nauk Społeczno-Politycznych na swojej macierzystej uczelni. W 1991 roku przeniosła się do Instytutu Historii. W 1992 roku uzyskała na Wydziale Nauk Społecznych Uniwersytetu im. Adama Mickiewicza w Poznaniu stopień naukowy doktora nauk humanistycznych w zakresie nauk o polityce o specjalności historia doktryn polityczno-prawnych na podstawie rozprawy Adam Doboszyński – myśliciel i polityk napisanej pod kierunkiem prof. Alberta Pawłowskiego. Wraz z nowym tytułem dostała awans na stanowisko adiunkta.
W 1997 roku podjęła pracę w Instytucie Politologii WSP w Zielonej Górze (od 2001 roku Uniwersytet Zielonogórski). W 1998 roku uczestniczyła w stypendium w ramach programu prowadzonego przez fundację Konferenz der deutschen Akademien der Wissenschaften w Düsseldorfie w Niemczech. Odbyła tam staż naukowy pod kierunkiem prof. Hansa Heckera. Wynikiem tych studiów była rozprawa habilitacyjna pt. Wysiedlenie ludności niemieckiej z Polski w latach 1945–1949. Stopień naukowy doktora habilitowanego nauk humanistycznych w zakresie historii o specjalności historia najnowsza Polski został jej oficjalnie nadany w 2000 roku przez Radę Wydziału Nauk Historycznych i Pedagogicznych Uniwersytetu Wrocławskiego. W tym samym roku objęła funkcję kierownika Zakładu Państwa i Prawa w Instytucie Politologii UZ. Rok później otrzymała stanowisko profesora nadzwyczajnego. W 2002 roku została wybrana na stanowisko dyrektora Instytutu Politologii UZ, które sprawowała do 2012 roku.
Poza Uniwersytetem Zielonogórskim wykładała również w Państwowej Wyższej Szkole Zawodowej im. Angelusa Silesiusa w Wałbrzychu, gdzie była współtwórcą oraz dyrektorem Instytutu Politologii (do czasu jego przekształcenia w Instytut Społeczno-Prawny). Jest także profesorem nadzwyczajnym w Dolnośląskiej Wyższej Szkole Przedsiębiorczości i Techniki w Polkowicach. Jest aktywnym członkiem Lubuskiego Towarzystwa Naukowego i Polskiego Towarzystwa Historycznego.

## Dorobek naukowy i odznaczenia
Jej zainteresowania naukowe koncentrują się wokół problematyki związanej z polską polityką narodowościowej po 1945 roku oraz sytuacją mniejszości narodowych w Polsce, ze szczególnym uwzględnieniem mniejszości niemieckiej, w tym procesowi jej wysiedleń. Łącznie dorobek naukowy Bernadetty Nitschke obejmuje 4 monografie oraz ponad 35 publikacji w czasopismach i wydawnictwach naukowych w kraju oraz za granicą. Jest również redaktorem 4 wydawnictw zbiorowych. Do najważniejszych jej prac należą:
- Adam Doboszyński: publicysta i polityk, Kraków 1993.
- Wysiedlenie ludności niemieckiej z Polski w latach 1945–1949, Zielona Góra 1999.
- Wysiedlenie czy wypędzenie? ludność niemiecka w Polsce w latach 1945–1949, Toruń 2000.
- Vertreibung und Aussiedlung der deutschen Bevölkerung aus Polen 1945 bis 1949, München 2003.

Za swoją dotychczasową działalność naukową była wyróżniona nagrodą Ministra Edukacji Narodowej i Sportu w 2004 roku oraz nagrodami Rektora WSP w Zielonej Górze (1994, 1996, 2001).